# Satyrus rjabovi
Satyrus rjabovi är en fjärilsart som beskrevs av Leo Andrejewitsch Sheljuzhko 1935. Satyrus rjabovi ingår i släktet Satyrus och familjen praktfjärilar. Inga underarter finns listade.